# Жоау Моожен
Жоау Моожен (порт. João Moojen de Oliveira, 1 грудня 1904, Леопольдіна, Мінас-Жерайс — 31 березня 1985, Ріо-де-Жанейро) — бразильський зоолог.

## Біографія
Середню освіту здобув у Колегії Педро II, між 1918 і 1921 роками. У 1922 році він вступив в Фармацевтичний факультет Університету Бразилії, який закінчив у 1925 році. З 1925 по 1932 рік він викладав різні дисципліни: природна історія, природознавство, фізика, хімія, англійська, французька, геометрії, історію Бразилії та історію цивілізацій в гімназії Алем-Параїба, Мінас-Жерайс. У 1933 році він був запрошений викладати загальну біологію та зоологію в коледжі сільського господарства та ветеринарної медицини Мінас-Жерайса. З серпня 1933 по грудень 1937 був головою факультету біології. У цей час зробив кілька поїздок для збору зоологічного матеріалу. У 1938 році Моожен був найнятий як професор і керівник кафедри загальної біології та зоології, факультету науки, Університету федерального округу. У 1939 році вступив до відділу зоології Національного музею, де він працював до 1969 року. Між 1945 і 1948 років зробив докторський ступінь в Університеті штату Канзас, США. У 1950 році він став доктором природної історії, Національний факультету філософії, Університет Бразилії.

## Деякі публікації
- Moojen, J. Os roedores do Brasil - Rio de Janeiro, GB (Brazil). 1952. 214 p.
- Moojen, J. Captura e preparacao de pequenos mamiferos para colecoes de estudos. Rio de Janeiro: Imprensa National. 1943
- Moojen, J. Speciation in the Brazilian spiny rats (Genus Proechimys, Family Echimyidae). Univ. Kans. Publ., Mus. Nat. Hist. 1948. 1: 301-406.
- Moojen, J. Alguns mamíferos colecionados no nordeste do Brasil, com a descrição de duas espécies novas e notas de campo. Boletim do Museu Nacional, Nova Série, Zoologia, Rio de Janeiro, 1943, (5):1-14.
- Moojen, J. A new Clyomys from Paraguay (Rodentia, Echimyidae). Journal of the Washington Academy of Sciences, Washington, 1952, 42(3):102.